# 藍那出入口
藍那出入口（あいなでいりぐち）は、兵庫県神戸市北区の阪神高速道路7号北神戸線の出入口。
2025年（令和7年）6月17日より入口料金所がETC専用になっている。

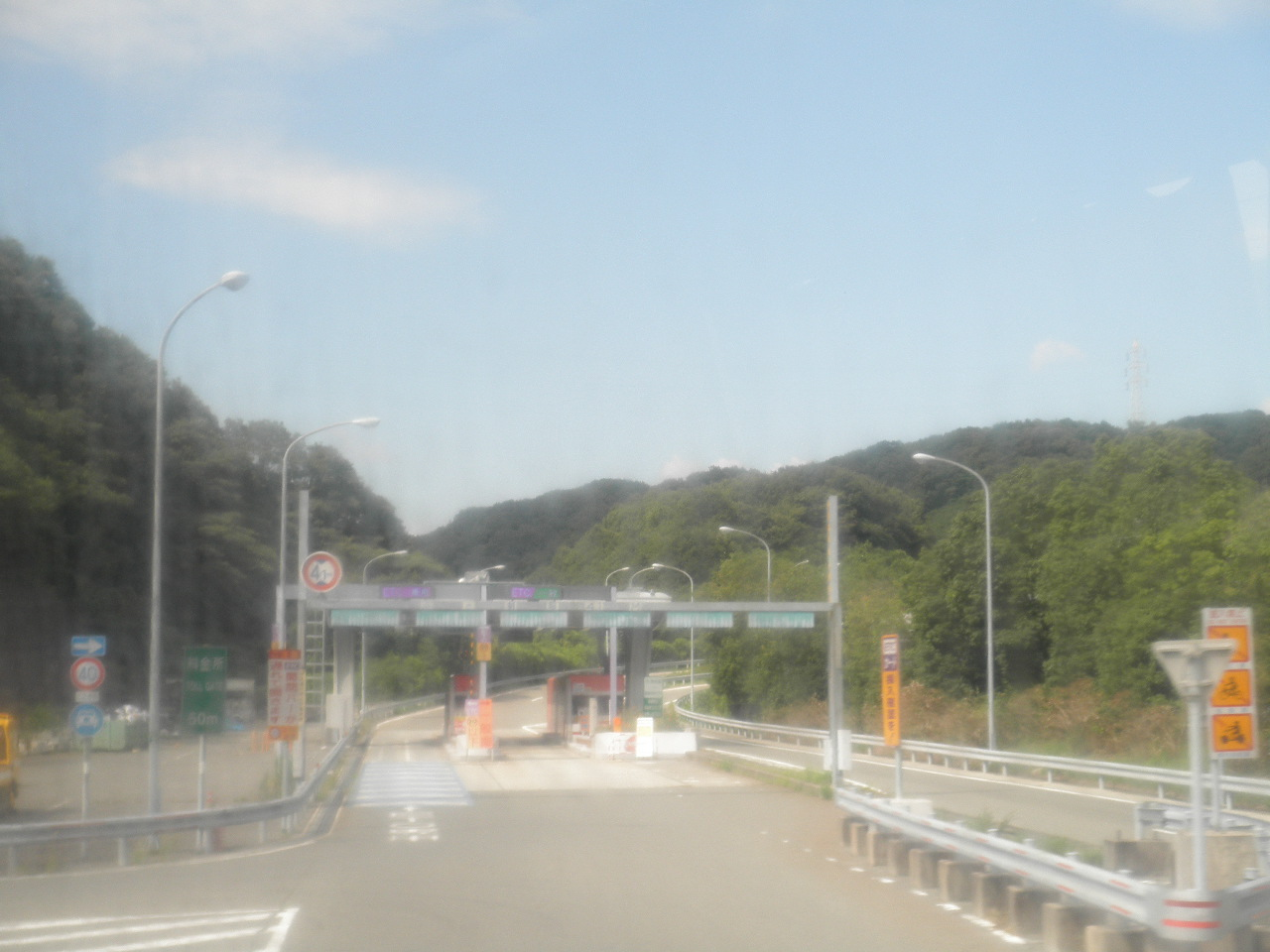
料金所

## 道路
- 阪神高速7号北神戸線(7-08)

## 料金所

### 藍那料金所
- ブース数：2
  - ETC専用：1
  - サポート：1

## 接続する道路
- 兵庫県道52号小部明石線

## 周辺
- 神戸電鉄粟生線藍那駅
- 神戸電鉄粟生線西鈴蘭台駅
- 大中寺

## 隣
阪神高速7号北神戸線
(7-07)しあわせの村出入口/白川PA - (7-08)藍那出入口 - (7-09)箕谷出入口/JCT